# مطار نانت

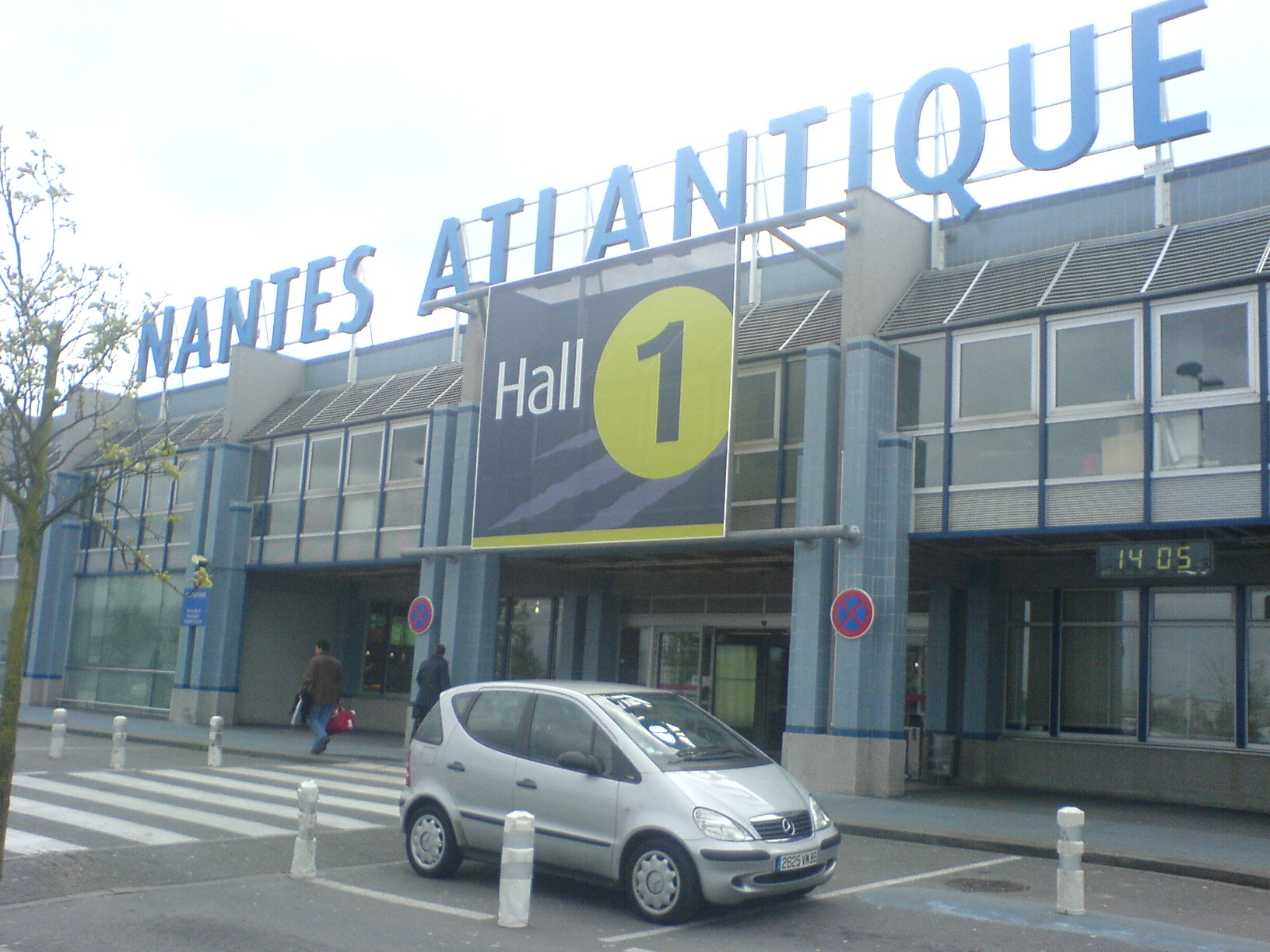
مطار نانت أتلانتيك

مطار نانت الدولي (إياتا: 'NTE'، إيكاو: 'LFRS') يخدم مدينة نانت الفرنسية (Nantes)

## تحديث المطار
يشكل تحديث المطار مشكلاً، فلا يمكن توسيعه نظرا لقربه من المدينة

## أحداث وحوادث
1. ↑   https://store.aci.aero/wp-content/uploads/2018/05/2014_Traffic_Report_sample.xlsx. {{استشهاد ويب}}: |url= بحاجة لعنوان (مساعدة) والوسيط |title= غير موجود أو فارغ (من ويكي بيانات) (مساعدة)